# Furness Railway

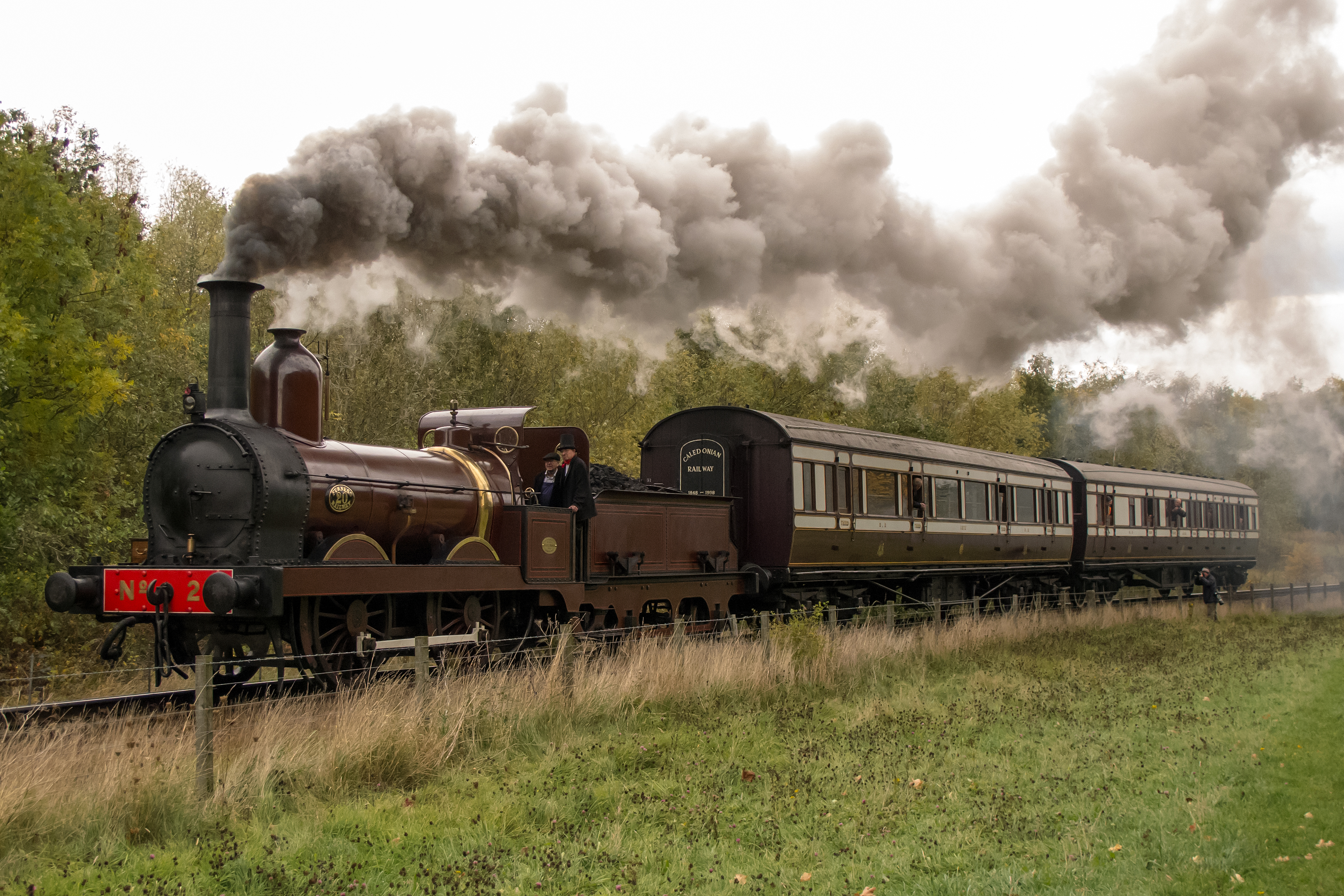
Dampflok Nr. 20 der Furness Railway

Die Furness Railway war eine britische Eisenbahngesellschaft, die von 1844 bis 1922 existierte. Die Länge des Streckennetzes betrug im letzten Betriebsjahr 254 km, im Jahr 1902 waren es noch 306 km. Die Furness Railway war hauptsächlich auf der Halbinsel Furness im Nordwesten Englands tätig.

## Geschichte
Gegründet wurde die Furness Railway am 23. Mai 1844, als das britische Parlament den Furness Railway Act verabschiedete. Die Strecke war hauptsächlich für den Transport von Schiefer und Eisenerz vorgesehen und führte von der Piel Pier auf der Roa Island zu den Minen und Steinbrüchen bei Dalton-in-Furness und Kirkby-in-Furness. Die Eröffnung dieses Abschnitts erfolgte am 11. August 1846, der Personenverkehr wurde im Dezember desselben Jahres aufgenommen.
Im April 1854 wurde die Strecke nach Ulverston verlängert und dann in mehreren Schritten durch die Übernahme anderer Gesellschaften nach Whitehaven, nach Carnforth, sowie nach Lakeside und mit der Übernahme der Coniston Railway über Broughton-in-Furness nach Coniston. In Carnforth bestand Anschluss an das Streckennetz der London and North Western Railway. Die Ulverston and Lancaster Railway verband ab 27. August 1857 die Furness Railway mit der Stadt Lancaster und wurde 1862 von dieser übernommen. 1867 kam eine Zweigstrecke von Arnside nach Hincaster hinzu, wo Anschluss an die Lancaster and Carlisle Railway bestand. Im selben Jahr erhielt die Furness Railway über die 15 km lange Furness and Midland Joint Railway Zugang zum Streckennetz der Midland Railway. Mit dem Bau des Hafens von Barrow-in-Furness trug die Eisenbahn dazu bei, die stark wachsenden Mengen an Eisenerz, Stahl und Kalkstein und Schiefer über diesen Hafen zu verschiffen.
Die ursprüngliche Strecke führte nicht direkt in die Stadt Barrow-in-Furness, wo sich der Hauptsitz und die Betriebswerkstätten befanden. Die Züge mussten zuerst im Kopfbahnhof an der Piel Pier wenden, bevor sie ihre Reise fortsetzen konnten. Erst 1882 wurde der neue Bahnhof in Barrow-in-Furness eröffnet.
Mit dem Inkrafttreten des Railways Act 1921 am 1. Januar 1923 ging die Furness Railway in der London, Midland and Scottish Railway auf.
Die heute noch kommerziell betriebenen Teile des Furness Railway Streckennetzes sind in der Cumbrian Coast Line und der Furness Line aufgegangen.